# 酰基载体蛋白

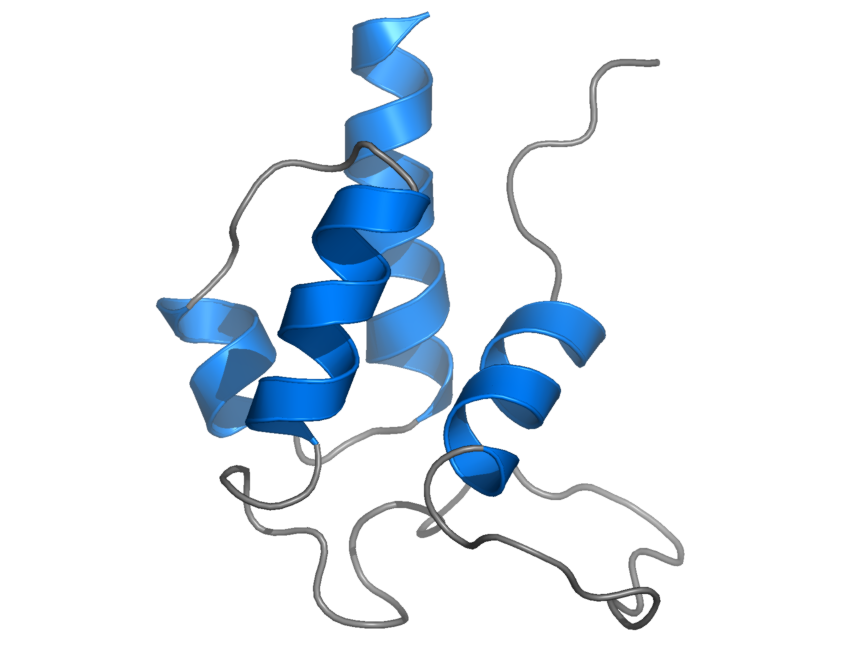
天蓝链霉菌彩色放线紫红素聚酮合酶醯基载体蛋白-

醯基载体蛋白（英語：Acyl Carrier Protein，简称ACP）是脂肪酸与聚酮生物合成中的一个重要构件，它在合成过程中将生长链接在4'-磷酸泛醯巯基乙胺辅基的末端硫醇上形成硫羟酸酯以将生长链限定起来。钙蛋白被表达出来时是失活的“脱辅基蛋白”形式，并且必须于翻译后在一种称为全醯基载体蛋白合成酶的磷酸泛醯巯基乙胺基转移酶的作用下将4'-磷酸泛醯巯基乙胺接到醯基载体蛋白的保守丝氨酸残基上才行。
4'-磷酸泛醯巯基乙胺是各种醯基载体蛋白中一个必不可少的酶活动基，其中包括了脂肪酸合酶醯基载体蛋白（ACP）、聚酮合酶醯基载体蛋白、肽醯基载体蛋白（PCP）和非核糖体多肽合成酶（NRPS）的芳载体蛋白（ArCP），并涉及到多种初级和次级代谢途径。磷酸泛醯巯基乙胺完成了在这些生物合成中的两项需求：首先，中间产物以高能键的方式保持与合酶（或合成酶）之间的共价链接；其次，磷酸泛醯巯基乙胺链的灵活性与长度（约2纳米）可使被它以共价键拴住的中间产物得以进入到空间上相互分离的若干个酶活性位点之中。这增加了中间产物的有效摩尔浓度并得以完成一种类似于装配线的过程。
醯基载体蛋白都是带负电荷的α-螺旋束状蛋白质，在结构与氨基酸序列上都具有相似性。多种醯基载体蛋白的结构都已被蛋白质核磁共振光谱与X光结晶学的技术测定出来。
醯基载体蛋白与非核糖体多肽合成酶中的肽醯基载体蛋白（PCP）在结构与机制上都有相关性。